# ایان باربور
ایان گِریِم باربور (به انگلیسی: Ian Graeme Barbour) پژوهشگر چینی ساکن ایالات متحده آمریکا در زمینه روابط بین علم و دین بود.

## زندگی‌نامه
در پنجم اکتبر ۱۹۲۳ در پکن در چین به دنیا آمد و کودکی خود را در آنجا گذراند.
تحصیلات خود را در رشته فیزیک در دانشگاه دوک و دانشگاه شیکاگو ادامه داد و دست آخر در سال ۱۹۵۰ با درجه دکتری از دانشگاه شیکاگو فارغ‌التحصیل شد. به سبب علاقه وافر به الهیات پس از گرفتن دکتری فیزیک به دانشگاه ییل رفت تا ظلّ نظام دانشگاهی مدرکی در الهیات کسب کند. عاقبت در سال ۱۹۵۶ موفق به دریافت لیسانس الهیات (B.Div.) از دانشگاه ییل شد. از سال ۱۹۵۵ تا زمان بازنشستگی خود (سال ۱۹۸۶) در کالج کارلتون در مینه‌سوتا مشغول تدریس و تحقیق بود و ثمرات بی نظیری برای جامعه علمی و دینی به هدّیت گذاشت.
او همچنین طی سالیان ۱۹۸۶ تا ۱۹۹۱ در دانشگاه آبردین اسکاتلند در دو نوبت سخنرانی‌های گیفورد خود را تحت عنوان «اخلاق در عصر تکنولوژی» و «دین در عصر علم» ارائه داد که بعدها با همین عنوان به چاپ رسیدند. در سال ۱۹۹۹ در سن ۷۶ سالگی به خاطر پیشرفت‌هایی که برای دیالوگ میان جهان علم و جهان دین برقرار کرد جایزه بنیاد تمپلتون (به انگلیسی: Templeton Prize) (تقریباً معادل یک میلیون پوند) را از آن خود کرد.
وقتی ایان باربور جایزه تمپلتون را برنده شد، جان کاب، فیلسوف دین و الهی دان معاصر آمریکایی، باربور را چنین توصیف کرد که هیچ‌کس از فلاسفه معاصر به اندازه او نتوانسته است میان معرفت دینی، معرفت علمی و ارزش‌های اخلاقی پیوستگی و وحدت ایجاد کند. وفق رای کاب، آثار باربور به جهت عمق و به‌کارگیری وسعت منابع منحصر به فرد و بی‌نظیر است.
این جایزه عموماً به کسانی تعلق می‌گیرد که سهم زیادی در برقراری زندگی روحانی آدمیان داشته‌اند. سرانجام در بیستم دسامبر ۲۰۱۳ بر اثر سکته به کما و پس از چهار روز در مینیاپولیس، ایالت مینه‌سوتا درگذشت.

## کتابشناسی
- Christianity & the Scientists (1960)
- Issues in Science and Religion (1966)
- Science & Religion (1968) «علم و دین» - (ترجمه توسط بهاءالدین خرمشاهی ۱۳۶۲)
- Science & Secularity: The Ethics of Technology (1970) «اخلاق در عصر تکنولوژی»
- Review of Science & Secularity with discussion of other books from Journal of Religion
- Myths, Models and Paradigms (1974), ISBN 0-334-01037-3
- Religion in an Age of Science (1990), ISBN 0-06-060383-6 «دین در عصر علم»
- Foreword in Religion & Science: History, Method, Dialogue (1996), W. Mark Richardson (ed.) and Wesley J. Wildman (ed.), ISBN 0-415-91667-4
- Religion and Science: Historical and Contemporary Issues (1997) ISBN 0-06-060938-9 (revised and expanded version of Religion in an Age of Science)
- When Science Meets Religion, (2000), ISBN 0-06-060381-X
- Nature, Human Nature, and God (2002), ISBN 0-281-05545-9